# The Killer Rocks On
Albums de Jerry Lee Lewis
Would You Take Another Chance on Me?
(1971) Who's Gonna Play This Old Piano?
(1972)
The Killer Rocks On est un album de Jerry Lee Lewis, enregistré sous le label Mercury Records et sorti en 1972.

## Liste des chansons
1. Don't Be Cruel (Otis Blackwell/Elvis Presley)
2. You Can Have Her (William Bell)
3. Games People Play (Joe South)
4. Lonely Weekends (Charlie Rich)
5. You Don't Miss Your Water (en) (William Bell)
6. Turn on Your Love Light (Malone/Scott)
7. Chantilly Lace (Jerry Foster, Bill Rice (en), Jiles Perry Richardson)
8. C.C. Rider (Ma Rainey)
9. Walk a Mile in My Shoes (en) (Joe South)
10. Me and Bobby McGee (Kris Kristofferson)
11. Shotgun Man (Cecil Harrelson)
12. I'm Walkin' (Dave Bartholomew/Fats Domino)

## Source de la traduction
- (en) Cet article est partiellement ou en totalité issu de l’article de Wikipédia en anglais intitulé « The Killer Rocks On » (voir la liste des auteurs).